# Talaï ibn Ruzzik

Mapa polític del Llevant al voltant del 1165

Talaï ibn Ruzzik al-Màlik as-Sàlih al-Ghassaní (àrab: طلائع بن رزيك الملك الصالح الغساني, Ṭalāʾiʿ ibn Ruzzīk al-Malik aṣ-Ṣāliḥ al-Ḡassānī) (1101/1102-1161) fou un visir fatimita (1154-1161), el darrer gran visir de la dinastia. Encara que portava una nisba àrab i alguns historiadors el suposen amazic, probablement era armeni, fill d'un oficial vingut amb Badr al-Jamalí.
Va fer carrera a l'exèrcit egipci i el 1143/1144 fou governador d'al-Buhayra. Va reprimir una revolta dels Lawata i obtenir una victòria decisiva sobre Ibn Massal. Va exercir diversos governs provincials (Aswan i Kus). Exercia un govern provincial incert el 1154 quan va esdevenir visir. L'assassinat del califa Abu-Muhàmmad Ismaïl ibn al-Hàfidh adh-Dhàfir li-din-Al·lah l'abril de 1154 per part del seu amant Nasr, fill del visir al-Abbàs va ser seguit per la matança de princeses fatimites de les quals es van enviar els cabells tallats a Talaï. Van demanar a Talaï anar a defensar la dinastia. Talaï es va posar en marxa cap al Caire aliat als grups tribals del sud (djudhams, sanbes, talhes i lawates) i oficials que hi tenien iqtàs. El visir al-Abbàs va intentar negociar i va organitzar la defensa de la capital, però l'oposició allí era forta i s'animava amb l'arribada de l'exèrcit de Talaï; finalment al-Abbàs i el seu fill Nasr van fugir junts a Síria amb Ussama ibn Múnqidh i alguns altres notables fidels, emportant-se els tresors de palau; el juny o juliol Talaï entrava al Caire amb estendards negres i amb els cabells de les dones fatimites a les puntes de les llances (els fatimites utilitzaven aleshores estendards blancs). Va seguir una repressió contra els partidaris d'al-Abbàs amb execucions, exilis i fugides al Iemen. Abu-l-Qàssim Issa ibn adh-Dhàfir al-Fàïz bi-nasr-Al·lah fill del califa assassinat era un infant i Talaï va assolir la regència i fou el primer visir que va agafar el làqab d'al-Màlik.
El visir volia un acord amb els francs que el setembre del 1153 havien ocupat Ascaló i uns mesos després (a la primavera del 1154) havien fet un atac a Tinis (aquesta vegada els francs de Sicília); esperava que podria fer l'arranjament pagant un tribut finançat amb una taxa sobre els feus (iqtàs) i els seus oficials que tenien alguna iqtà, inquiets per un nou pagament, van muntar una operació contra Tir amb un atac sorpresa que va trencar els seus plans al fer impossible un acord amb els francs. També tenia un altre perill: el zengita Nur-ad-Din Mahmud s'havia instal·lat l'abril de 1154 a Damasc que va esdevenir la seva capital. El govern de Talaï es va caracteritzar per un increment de la pressió impositiva en part per compensar les riqueses que al-Abbàs s'havia emportat i que va anar a parar a mans dels croats, que van capturar i matar a al-Abbàs a Palestina. Nasr ibn al-Abbàs fou entregat a Talaï que el va deixar en mans de les dones de l'harem que el van matar. El 1155 va fer reconstruir la mesquita de Kus on havia deixat molts amics; va mostrar un interès especial per l'Alt Egipte on havia estat governador; al governador de Kus li va donar l'orde de deixar exempts de taxes als pelegrins pobres i de fer enviaments de blat a la Meca; aquest governador de Kus era (des de 1153) Nàssir-ad-Dawla Yaqut que el 1156 va ajudar a Talaï quan es va revoltar al-Awhad ibn Tamim, governador de Damiata; però el 1157, atenent a les queixes d'una tia del califa contra la intromissió del visir en els afers de palau, es va decidir a revoltar-se; abans de començar la rebel·lió fou arrestat al Caire i a Kus el va succeir Izz-ad-Din Tarkhan, però aquest va exercir poc temps i va ocupar llavors el càrrec Xàwar, un patge de Talaï, que després jugarà un paper polític destacat.
A la tardor del 1158 al no haver pogut entendre's amb els francs, va enviar un ambaixador a Damasc (l'hàjib Mahmud al-Muwàl·lad) per demanar una aliança i segurament pagar un tribut; el 1158 l'exèrcit egipci dirigit pel nàïb al-Bab Dirgham, pel qual s'havia creat el cos militar dels Barkiyya, va fer operacions militars a Gaza i després a l'interior de Palestina a Transjordània; la flota fatimita va atacar la costa palestina especialment Beirut; uns mesos després Talaï va rebre una ambaixada romana d'Orient demanant el seu ajut contra els normands de Sicília; el germà del comte de Xipre havia estat fet presoner i fou entregat a l'emperador. Foren llavors els francs el que van negociar una treva; al mateix temps els romans d'Orient també negociaven amb Nur-ad-Din Mahmud. Però aquest no va cooperar amb els fatimites segurament per desconfiança (també pot ser perquè va coincidir amb un període en què va estar malalt) i els esforços de Talaï es van quedar en res. Talaï va fer fortificar Bilbeis per impedir l'arribada al Caire d'un exèrcit que vingués de Síria.
A la mort per malaltia del jove califa al-Fàïz als onze anys (1160) el va succeir el seu cosí Abu-Muhàmmad Abd-Al·lah ibn Yússuf ibn al-Hàfidh al-Àdid li-din-Al·lah, designat per Talaï, i com el difunt també un infant. Una filla de Talaï es va casar amb el nou califa. Una tia del califa va fer assassinar Talaï l'11 de setembre de 1161. El califa li va prometre abans de morir que feria castigar els culpables i posaria al visirat el seu fill Ruzzik ibn Talaï al que va deixar tres encàrrecs: construir una mesquita a Bab Zuwayla, pagar les despeses extraordinàries de la fortificació de Bilbeis i arranjar la situació de Xàwar a l'Alt Egipte que havia agafat un poder excessiu.